# Зеленка, Петр
Петр Зе́ленка (чеш. Petr Zelenka; 21 августа 1967, Прага) — чешский писатель и режиссёр, известен своей комедией чёрного юмора Хроники обыкновенного безумия (чеш. Příběhy obyčejného šílenství). Он получил театральную премию Альфреда Радока в номинации Лучшая Пьеса. Эта пьеса была позднее поставлена в других чешских театрах, а также в Польше, Венгрии и Словакии. Она была также опубликована на английском и переведена на русский. В 2005 Петр Зеленка снимает фильм по этой комедии под названием Хроники обыкновенного безумия, который завоевал Главный приз Гильдии кинокритиков XXVII Московского международного кинофестиваля. Другая значительная его пьеса — Термен / Teremin, вдохновлена историей жизни русского изобретателя Льва Сергеевича Термена, изобретателя удивительного музыкального инструмента терменвокса. Эта пьеса была поставлена в Пермском театре У Моста режиссёром Сергеем Федотовым.

## Фильмография
| 1996 | Мняга — счастливый финал      | зелёная ✓ | зелёная ✓        | завоевал несколько наград на кинофестивалях в Котбусе, Пльзене и Ческе-Будеёвице                                                                                        |
| 1997 | Пуговичники                   | зелёная ✓ | зелёная ✓        | Завоевал награду Tiger на Роттердамском МКФ |
| 2000 | Одиночки                      |           | соавтор сценария | Приз зрительских симпатий на Варшавском кинофестивале |
| 2002 | Год дьявола                   | зелёная ✓ | зелёная ✓        | Приз Международной федерации кинопрессы на МКФ в Котбусе. Шесть Чешских Львов, включая Лучший фильм и Лучший режиссёр. Приз Триеста на кинофестивале в Триесте (Италия) |
| 2005 | Хроники обыкновенного безумия | зелёная ✓ | зелёная ✓        | Главный приз Гильдии кинокритиков XXVII Московского международного кинофестиваля. Премия Дон Кихота в Котбусе (Германия).                                               |
| 2008 | Карамазовы                    | зелёная ✓ | зелёная ✓        | Чешский лев: Лучший фильм, Лучшая режиссура, Премия кинокритиков лучшему художественному фильму. Приз ФИПРЕССИ на Международном кинофестивале в Карловых Варах.         |
| 2015 | Потерянные в Мюнхене          | зелёная ✓ | зелёная ✓        | Чешский лев: Лучший сценарий |